# Linda Zanetti
Linda Zanetti   (Camignolo, 10 de març de 2002) és una ciclista suïssa de ciclisme de carretera, on, actualment competeix amb l'equip Uno-X Mobility.
Va participar als Jocs Olímpics d'estiu de 2024.

## Palmarès en ruta
- 2023
  -  Campiona de Suïssa en ruta sub-23
  - Vencedora d'etapa al Tour de l'Avenir
  - 1a a l'Omloop van Borsele
  - 1a a la Respect Ladies Race Slovakia
  - Vencedora d'etapa a la Gracia Orlová
  - Vencedora d'etapa a la Princess Anna Vasa Tour
- 2024
  -  Campiona de Suïssa en ruta sub-23
- 2025
  - 1a a la Volta a la Comunitat Valenciana Fèmines
  - Vencedora d'una etapa a la Volta a Polònia

### Resultats a les Grans Voltes

#### Giro d'Itàlia
- 2024: 87a posició

#### Tour de França
- 2025: 79a posició

#### Volta a Espanya
- 2025: No surt a la 7a etapa